# فرهنگ فرهی
فرهنگ فرهی (زاده ۱۶ بهمن ۱۳۱۲
– درگذشته ۱ مهر ۱۳۹۸) روزنامه‌نگار و برنامه ساز رادیو و تلویزیون ایرانی، مقیم لس آنجلس بود.
کار مطبوعاتی فرهی با مجله هفتگی «روزنه» و همکاری با احمد شاملو آغاز شد.
او در جوانی به علت هواداری از سازمان جوانان حزب توده به زندان قزل‌قلعه افتاده بود، که به گفتهٔ خودش بعد از آن سر عقل آمد و از حزب توده جدا گشت.
پیش از انقلاب، وی برنامه ساز رادیو و تلویزیون ایران بود و دست‌اندرکار برنامه‌هایی چون «نقشی در آیینه هفته»، «سیری در مسائل روز»، «شگفتی‌های جهان درون»، «در پیشگاه تاریخ»، «در پیشگاه مردم» و «جُنگ شب» بود و پس از انقلاب به لس آنجلس مهاجرت کرد و در آنجا به همکاری با نشریاتی چون مجله جوانان و همچنین رسانه‌های ایرانی مانند تلویزیون پارس پرداخت.
پسر او، نیوشا فرهی در سال ۱۳۶۶ در اعتراض به حضور رئیس‌جمهور وقت ایران (خامنه ای)، خود را در برابر ساختمان فدرال لس آنجلس آتش زد که به مرگ وی منجر شد.